# Macrostemum marpessa
Macrostemum marpessa är en nattsländeart som beskrevs av Malicky 1998. Macrostemum marpessa ingår i släktet Macrostemum och familjen ryssjenattsländor. Inga underarter finns listade i Catalogue of Life.